# Miss Malta

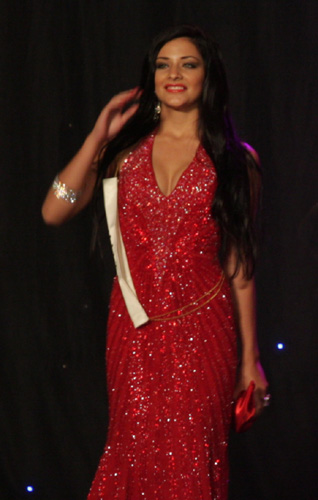
Martha Fenech, Miss World Malta 2008

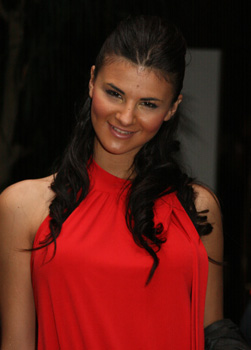
Stephanie Zammit, Miss World Malta 2007

Miss Malta ist ein jährlicher nationaler Schönheitswettbewerb für unverheiratete Frauen auf der Inselgruppe Malta.
Er wird seit 1963 – der Unabhängigkeit des Landes – durchgeführt. Jedes Jahr treten 20 Kandidatinnen aus den verschiedenen Gemeinden der Inseln Malta und Gozo zur Wahl an.
Veranstalter war bis zu seinem Tod 2012 George Gatt Mangion mit seiner G.M. Productions, die die Titelrechte an Miss Malta, Miss Republic of Malta, Miss Gozo und Lady Malta innehatte. Seit 2019 wird das Event von Kersten und Shanice Borg organisiert und produziert.
Die maltesische Teilnehmerin an der Miss World wird seit 2002 in einem separaten Wettbewerb unter dem Namen Miss World Malta von der Agentur Modelle International gewählt (Besitzerinnen: Sue Rossi und Claudia Calleja).

## Siegerinnen

### Miss Malta
| Jahr | Name                   | Gemeinde |
| ---- | ---------------------- | -------- |
| 2004 | Lindsey Ann Galea      | Swieqi   |
| 2005 | Claire Marie Busuttil  | Xgħajra  |
| 2006 | Rania Zouari           | Gudja    |
| 2007 | Elizabeth Bonello      | Għargħur |
| 2008 | Shanel Debattista      | Attard   |
| 2009 | Tanita Vella           | Għargħur |
| 2010 | Joelle Cortis          | Żebbuġ   |
| 2011 | Janica Debono Camileri |          |
| 2013 | Jade Cini              |          |
| 2014 | Perl Haber             |          |
| 2015 | Sarah Mercieca         |          |
| 2016 | Christie Refalo        |          |
| 2017 | Yanika Azzopardi       |          |
| 2018 | Alexia Pauline Tabone  |          |
| 2020 | Hannah Giacchino       |          |
| 2021 | Kim Pelham             |          |
| 2023 | Anne Camilleri         |          |
| 2024 | Cherise Spiteri        |          |

### Miss World Malta
| Jahr | Name                  | Gemeinde      |
| ---- | --------------------- | ------------- |
| 2002 | Joyce Gatt            | Balzan        |
| 2003 | Rachel Xuereb         | St Paul’s Bay |
| 2004 | Antonella Vella       | Mosta         |
| 2005 | Ferdine Irma Fava     | St Julian’s   |
| 2006 | Solange Jeanne Mifsud | Żabbar        |
| 2007 | Stephanie Zammit      | Żejtun        |
| 2008 | Martha Fenech         | St Julian’s   |
| 2009 | Shanel Debattista     | Pietà         |
| 2010 | Francesca Gaspar      | Iklin         |
| 2011 | Janica Camilleri      | Xaghra        |
| 2013 | Jade Cini             | Valletta      |
| 2014 | Pearl Haber           | Floriana      |